# Будино (посёлок, Могилёвская область)
Будино (бел. Будзіна) — посёлок в составе Радомльского сельсовета Чаусского района Могилёвской области Республики Беларусь.

## Население
- 2010 год — 43 человека